# Rhyacophila esorima
Rhyacophila esorima är en nattsländeart som beskrevs av Wolfram Mey 1996. Rhyacophila esorima ingår i släktet Rhyacophila och familjen rovnattsländor. Inga underarter finns listade i Catalogue of Life.